# Seagoville (Texas)
Seagoville es una ciudad ubicada en el condado de Dallas en el estado estadounidense de Texas. En el Censo de 2010 tenía una población de 14835 habitantes y una densidad poblacional de 301,8 personas por km².

## Geografía
Seagoville se encuentra ubicada en las coordenadas 32°39′12″N 96°32′42″O / 32.65333, -96.54500. Según la Oficina del Censo de los Estados Unidos, Seagoville tiene una superficie total de 49.16 km², de la cual 48.38 km² corresponden a tierra firme y (1.58%) 0.78 km² es agua.

## Demografía
Según el censo de 2010, había 14835 personas residiendo en Seagoville. La densidad de población era de 301,8 hab./km². De los 14835 habitantes, Seagoville estaba compuesto por el 67.15% blancos, el 16.77% eran afroamericanos, el 1.01% eran amerindios, el 0.53% eran asiáticos, el 0.04% eran isleños del Pacífico, el 11.72% eran de otras razas y el 2.77% pertenecían a dos o más razas. Del total de la población el 32.66% eran hispanos o latinos de cualquier raza.

## Gobierno

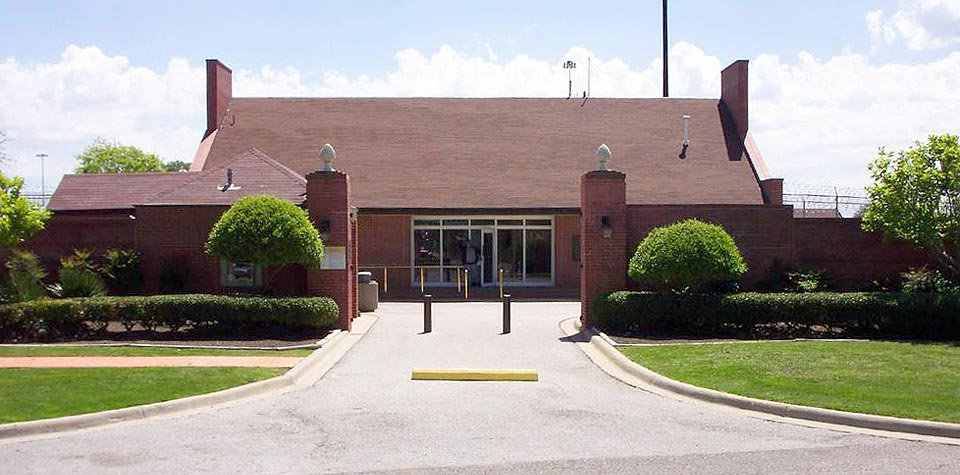
FCI Seagoville

La Agencia Federal de Prisiones (BOP) gestiona la Institución Correccional Federal, Seagoville (FCI Seagoville), una prisión federal.
El Servicio Postal de los Estados Unidos (USPS) gestiona la Oficina de Correos de Seagoville, anteriormente nombrado la Oficina de Correos de Kleberg, en el barrio Kleberg en Dallas. Antes de 2011 el USPS gestionó una oficina de correos en el centro de Seagoville.

## Educación
Tres distritos escolares independientes sirven a partes de Seagoville.

### Distrito Escolar Independiente de Dallas
El Distrito Escolar Independiente de Dallas gestiona estas escuelas que sirven a Seagoville:
- Escuelas primarias (grados K-5):
  - Escuela Primaria Central[9]
  - Escuela Primaria Seagoville[10]
  - Escuela Primaria Seagoville North[11]
- Escuela Secundaria Seagoville (grados 6-8)[12]
- Escuela Preparatoria Seagoville (grados 9-12)[13]

### Distrito Escolar Independiente de Mesquite
El Distrito Escolar Independiente de Mesquite gestiona estas escuelas que sirven a una parte de Seagoville:
- Escuela Primaria Achziger
- Escuela Secundaria Terry
- Escuela Preparatoria John Horn

### Distrito Escolar Independiente de Crandall
El Distrito Escolar Independiente de Crandall gestiona:
- Tres escuelas primarias
- Crandall Middle School (6-8)
- Crandall High School (9-12)